# Rattlesnakes (nummer)
Rattlesnakes is een nummer van de Britse band Lloyd Cole and the Commotions. Het nummer werd geschreven door bandleden Neil Clark en Lloyd Cole. Paul Hardiman nam de productie voor zijn rekening. In november 1984 werd het uitgebracht als derde en laatste single van het debuutalbum Rattlesnakes.

## Achtergrond
Volgens zanger Cole komt het idee voor het nummer van een boek van Joan Didion, Play It as It Lays. In een interview zei hij hierover: "Hierin staat de regel 'Het leven is een rotspel en onder elke steen zitten ratelslangen.' Ik zing dat iemand op Eva Marie Saint lijkt, omdat ze eruitzag zoals ik vond dat de personages in mijn liedjes eruit moesten zien: mooi en kwetsbaar."

## Hitnoteringen en prijzen
Rattlesnakes bereikte als hoogste notering de drieëndertigste plek van de Ultratop 50 in Vlaanderen. Het bereikte de lijst van de Verrukkelijke 15. Hierin stond het acht weken genoteerd met een tweede plek als hoogste positie. Het werd van de eerste plek gehouden door The Unforgettable Fire van U2.